# August Törnqvist
Erik August Törnqvist, född den 10 mars 1830 i Strängnäs, död den 7 mars 1917 i Stockholm, var en svensk jurist.
Törnqvist började i Strängnäs skola 1837 och på gymnasium i Strängnäs 1843. Han blev 1848 student vid Uppsala universitet, där han avlade hovrättsexamen 1854 och kameralexamen samma år. Törnqvist blev extra ordinarie kanslist i Justitierevisionsexpeditionen samma år, auskultant och  extra ordinarie notarie i Svea hovrätt och Stockholms rådhusrätt samma år samt tillförordnad kopist i nämnda expedition 1855. Han tilldelades sitt första domareförordnande 1856. Törnqvist blev tillförordnad notarie i hovrätten 1857, extra ordinarie fiskal samma år, vice häradshövding 1858, adjungerad ledamot i Svea hovrätt 1860, ordinarie fiskal där 1861, assessor 1863 och hovrättsråd 1872. Han beviljades avsked 1895. Törnqvist blev riddare av Nordstjärneorden 1873 och kommendör av andra klassen av samma orden 1890.
Erik August Törnqvist var son till kontraktsprosten Johan Eric Törnquist och  Augusta Fredrica Lithell. Han gifte sig 1865 med Anna Hulda Magdalena Sohlberg (1842–1917), dotter till kronofogden i Västersysslets fögderi i Värmlands län Samuel Sohlberg och Anna Elisabeth Zetterberg. Makarna Törnqvist vilar på Norra begravningsplatsen utanför Stockholm.